# José Luis Juárez Villarín
José Luis Juárez Villarín (Arcos de la Frontera (Cádiz), 1 de marzo de 1955, Jerez de la Frontera (Cádiz), 12 de abril de 2018) fue un maestro y naturalista español con una larga trayectoria en el campo de la educación ambiental. Fue ganador del concurso de ideas para la creación del jardín botánico “El Castillejo”, situado en El Bosque (Cádiz).
"Pepe Juárez" fue una persona fundamental en los inicios del parque natural de la Sierra de Grazalema y en el desarrollo de multitud de proyectos de investigación, divulgación y educación ambiental en este espacio protegido. Miembro de reconocido prestigio de la Junta Rectora del Parque Natural Sierra de Grazalema en reconocimiento de la ingente labor desarrollada en pro de este espacio protegido. Recibió el Premio al Mérito Ciudadano a la mejor trayectoria de liderazgo social otorgado por la Excelentísima Diputación de Cádiz en 2014, "por su labor como voluntario medioambiental, maestro, naturalista e investigador".
En 2018 la asociación "Amigos del bosque, acción local", Ecologistas en Acción, el CEIP Albarracín y el Ayuntamiento de El Bosque (Cádiz) solicitaron que el jardín botánico El Castillejo fuese renombrado en su honor como "Pepe Juárez", petición que fue rechazada por la Junta de Andalucía.